# 國華戲院
22°11′40″N 113°32′24″E / 22.1945081°N 113.5400157°E
國華戲院（葡萄牙語：Teatro Capitol）是澳門一家已結業電影院，位於白馬行2號。由富商黃豫樵創辦，樓高五層，早年分堂座及樓座兩層，共有937個座位，改建後縮減至380個座位。
此地前身是陳子韶創立的子韶學塾，即沃華學校原址。1931年4月13日開業，首映德國導演劉別謙執導的《璇宮艷史》，亦搬演粵劇。二次大戰後，一度交由邵氏經營，後黃氏收回自營。1960年代由首輪西片改為放映國語片，至1970年代以後以放映風月片為主。1987年7月31日停業後被新業主收購，並獲投資三千萬澳門元，重建成電影院以及商店的綜合體，於1991年2月開業。1997年8月31日戲院再次結業，其餘102家商鋪繼續營業。但由於管理不善，上層商店逐漸撤走。
2012年地產商關偉霖陸續收購建築業權，但由於與地下四家攤販出現法律訴訟，原來計劃以2,500萬澳門元把建築改造為「文化創意產業和年輕企業家的主要活動場所」的規劃擱置，改為以300萬澳門元先翻新戲院。